# Langara (Stargate)
Langara (P2S-4C3) este o planetă fictivă din Calea Lactee unde are loc acțiunea din unele episoade Stargate SG-1. Jonas Quinn este un nativ al acestei planete.

## Istoria
Pe planetă s-au dezvoltat trei state rivale: Kelowna, Terrana și Federația Andari. Aceste trei națiuni au fost în conflict unele cu altele pentru mai multe generații, până când au decis să lucreze împreună pentru a respinge un atac al lui Anubis. Dezvoltarea industrială din Langara este similară cu Terra anilor '40 ai secolului XX. Poarta stelară de pe planetă se află în limitele statului Kelowna. Kelowniani au reușit, după mai multe experimente, să controleze o versiune instabilă de Naquadah: naquadriah. Ei au de gând să o utilizeze pentru a crea o super-armă pe care să o folosească împotriva Terranei și Federației Andari, punând capăt conflictului. 

## Guvernare
După atacul lui Anubis, cele trei state au decis să pună capăt tuturor ostilităților și acum Langara este guvernată de un consiliu de guvernare unificat. 

## Denumire
Acesta denumire a fost atribuită planetei deoarece Langara are radacini lexicale comune pentru toate cele trei limbi corespunzătoare națiunilor din cele trei state. 